# Frontera entre Egipto e Israel
La frontera entre Egipto e Israel se extiende desde el golfo de Áqaba hasta  franja de Gaza. A excepción de las zonas costeras, se trata de áreas desérticas montañosas entre el desierto del Negev y el desierto del Sinaí. Las fronteras de ISRAEL no están definidas y reconocidas por unanimidad por la comunidad internacional. Han sido modificadas varias veces desde la creación del estado en 1948.

## Trazado

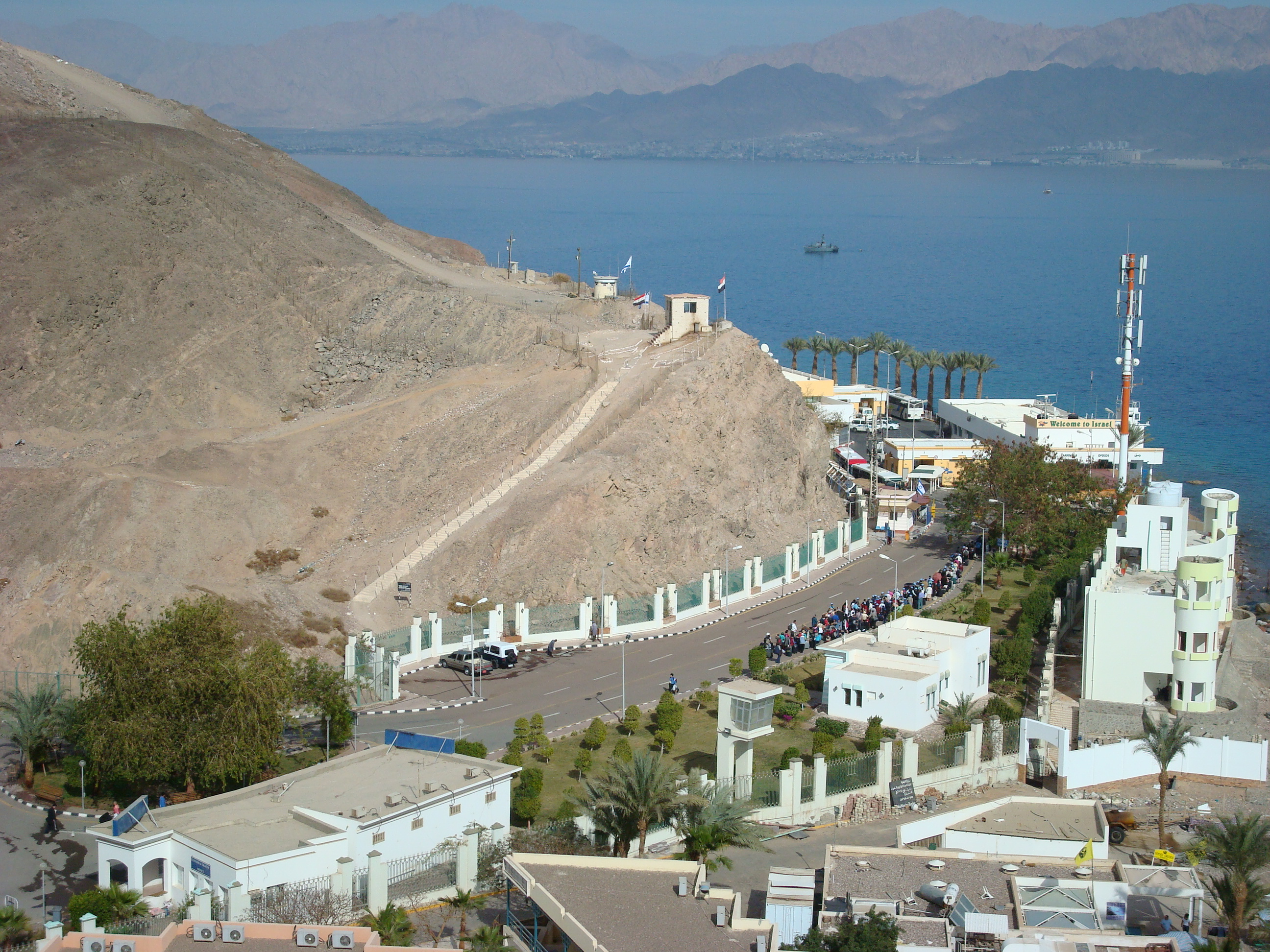
El paso fronterizo de Taba desde la parte egipcia.

Comienza al oeste del kibbutz de Kerem Shalom, al nivel de la carretera que va de Rafah en la ciudad de Taba. A unos 6 km antes de llegar a la ciudad israelí de Eilat se desvía de la carretera para llegar directamente a la localidad de Ras El Masri en el golfo de Áqaba a 1 km al sureste de Taba.

## Historia
A finales del siglo XIX, el movimiento sionista propugnó la creación de un estado judío en Palestina. En el contexto de la lucha entre el nacionalismo árabe y el nacionalismo judío el 29 de noviembre de 1947 la Asamblea General de las Naciones Unidas votó el plan de partición de Palestina que suponía definir las fronteras del futuro estado judío y otro árabe en la región.
Desde su creación, el joven estado judío se encontraba enfrentado en guerra con sus vecinos árabes. Después de ganar la guerra árabe-israelí de 1948, las fronteras de Israel se fijaron en líneas de hecho según las líneas de armisticio de 1949. Del lado egipcio, la frontera se fijó principalmente en las fronteras del mandato de Palestina, excepto el norte, donde Egipto tenía control sobre lo que se convertirá en la franja de Gaza.
En 1956, Israel invadió la península del Sinaí en plena crisis de Suez, operación conjunta con Francia y Reino Unido. Sin embargo, Israel se retiró rápidamente de los territorios conquistados, y la frontera de facto no se modificó.
Tras la guerra de los Seis Días (1966) las Fuerzas de Defensa de Israel ocuparon el Sinaí. En 1979, los acuerdos de Camp David señalaron el final de la ocupación de Sinaí. Tras varias retiradas sucesivas, la frontera entre Israel y Egipto volvió a lo largo de la línea de armisticio de 1949, salvo en la franja de Gaza, que Egipto dejó a Israel y que ocupó hasta 2005.

## Fortificación de la frontera

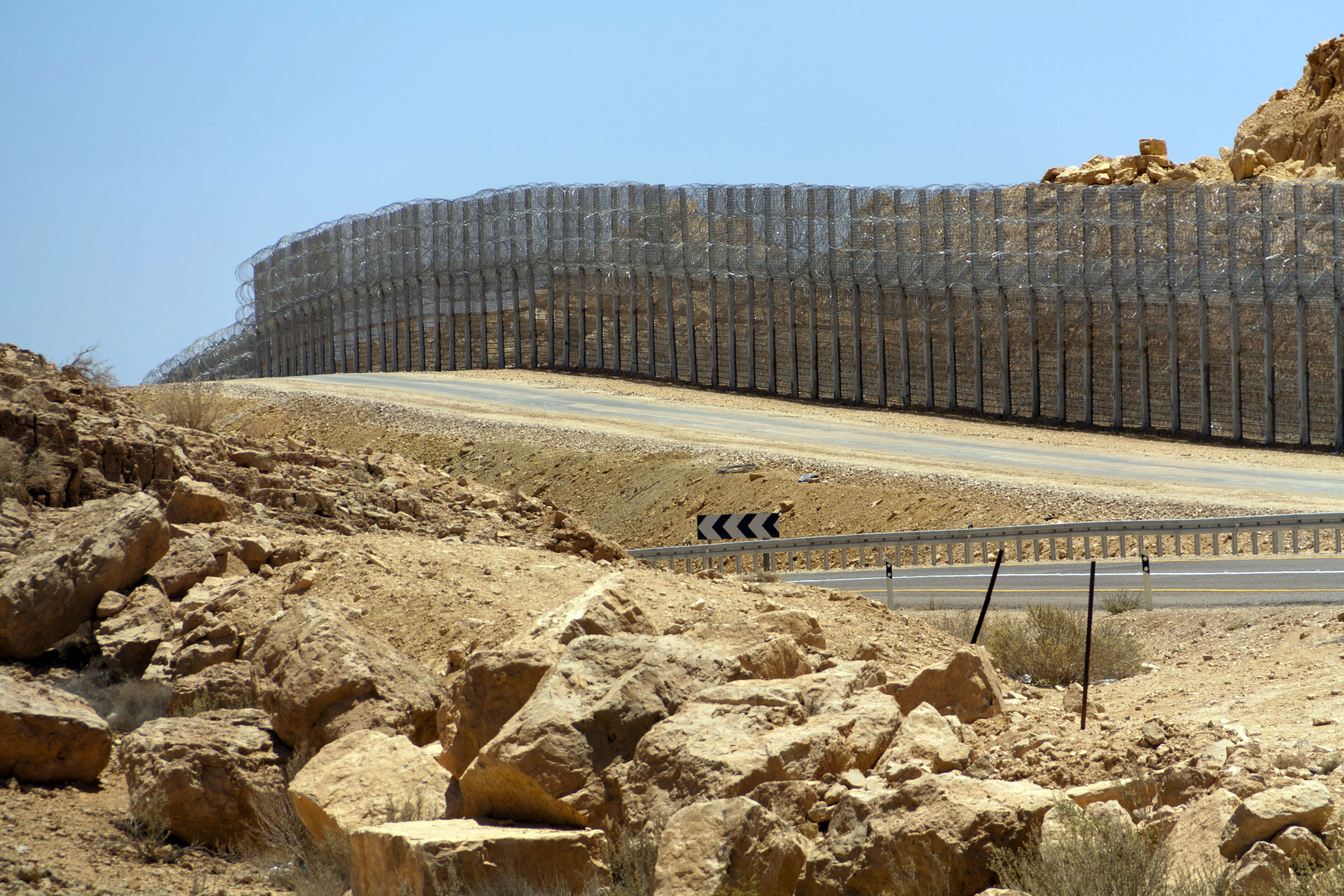
Una parte de la frontera fortificada en junio de 2012.

Una parte de la frontera fue fortificada en junio de 2012. Para reducir la inmigración ilegal y como medida de seguridad contra posibles ataques terroristas, a principios de 2010 Israel aumentó considerablemente el desarrollo de la frontera mediante cámaras y barreras. Estos diversos desarrollos habrían costado casi un millón de shekels o 270 millones de dólares. La barrera se completó en 2013. Tiene una altura de 5 metros y una longitud de 245 km, conecta la franja de Gaza a Eilat pasando por el paso de Kerem Shalom.